# Ar (Gotland)
Ar oder Ahr ist ein Weiler und eine Fischerstelle (schwedisch Fiskeläge) im Kirchspiel (schwedisch socken) Fleringe auf der schwedischen Insel Gotland. Der Ort liegt an der Nordküste Gotlands, nördlich des Steinküste (schwedisch Stenkusten) genannten Küstenabschnitts zwischen der Bucht Kappelshamnsviken und dem Fårösund. Ar liegt 50 km nordöstlich von Visby, 17 km nordöstlich von Lärbro und neun km nordwestlich von Fårösund.
In Ar befand sich früher die Firma Ahrs kalkbruk AB. Reste der Kalkabbauepoche finden sich in den Kaianlagen des Verladehafens, einem restaurierten Kalksteinlager und dem mit Wasser gefüllten Steinbruch.
Südlich des Orts liegt die blaue Lagune (schwedisch Blå lagunen), ein ehemaliger Kalksteinbruch, der als Badesee hergerichtet ist.
In der Nähe der Mündung des Flusses Arån liegt ein Fischerhafen, der zu Beginn des 20. Jahrhunderts zwanzig Fischer hatte.
An der Arån, die der Abfluss des Bästeträsks zum Meer ist, liegt auch das Industriedenkmal Ars kvarn.
Dort befindet sich auch Ars fiskeforskningsstation (deutsch Fischereiforschungsstation Ar), die der Gemeinde gehört und von der Hochschule auf Gotland betrieben wird.
Ar ist vom Naturreservat Bästeträsk umgeben, das von der schwedischen Umweltschutzbehörde Naturvårdsverket als Kern eines neuen Nationalparks vorgesehen ist, der auch angrenzende Gebiete südlich des Bästeträsk umfassen soll.